# Пищевой лёд
Пищевой лёд — лёд, предназначенный для охлаждения и употребления вместе с готовыми пищевыми продуктами (например, с различными напитками), для охлаждения и хранения пищевых продуктов, а также для сервировки и подачи готовых блюд.
Пищевой лёд в основном применяется на предприятиях общественного питания, предприятиях торговли и пищевого производства, в косметологии, на предприятиях фармацевтической, химической промышленности, а также на сельхозпредприятиях.

## Виды пищевого льда
Существует несколько видов пищевого льда, различающихся формами, размерами и областью применения.
Кубиковый лёд

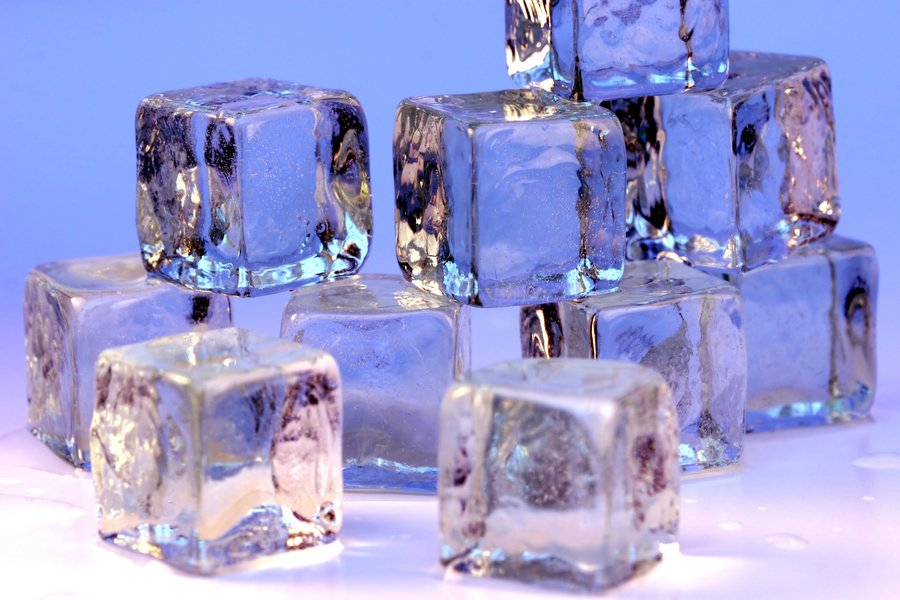
Кубиковый пищевой лёд

Кубики льда массой от 13 до 60 грамм долго тают за счёт малой площади теплообмена и плотной структуры. В основном применяется для охлаждения напитков, подачи и сервировки блюд, требующих охлаждения.
Разновидностью кубикового льда является трапециевидный лёд — льдинки в форме усечённой пирамиды

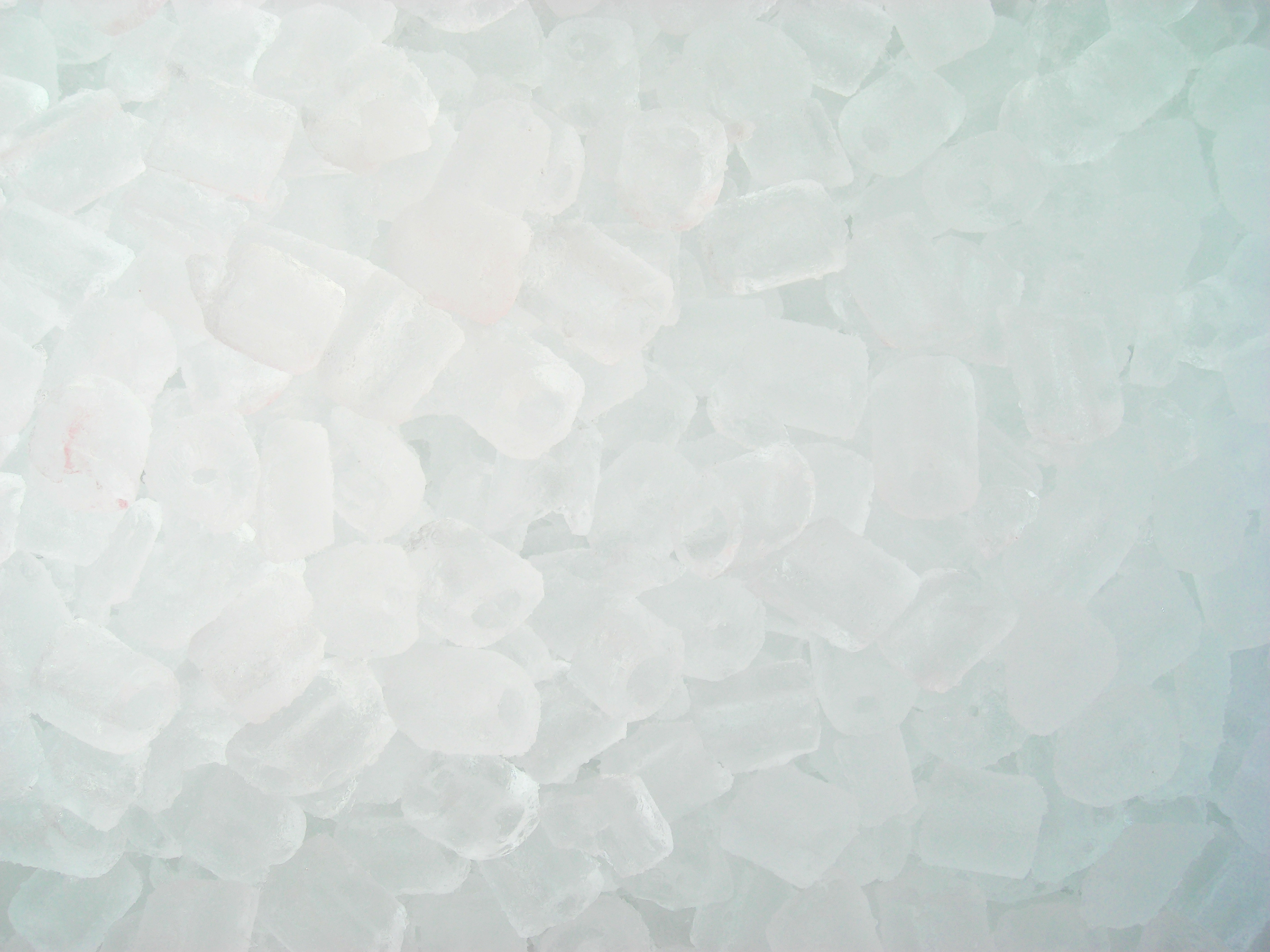
Цилиндрический пустотелый (пальчиковый) пищевой лёд для охлаждения напитков

Цилиндрический пустотелый (пальчиковый) лёд
Имеет цилиндрическую форму с полостью внутри, что создаёт большую площадь поверхности и обеспечивает максимально быстрое охлаждение напиткам.
Гранулированный лёд
Имеет вид ледяных гранул размером до 10 мм, похожих на град. Благодаря температуре (около −0,5 °C) и рассыпчатой структуре такой лёд не слипается между собой и обеспечивает пищевым продуктам необходимый уровень охлаждения, а отсутствия острых краёв позволяет выкладывать на такой лёд продукты без риска их повреждения.
Колотый лёд
Представляет собой куски льда неправильной формы, размер которых определяется назначением. Крупно-колотый (медленно-тающий) используются для выкладки продуктов в мясных и рыбных отделах магазинов, а мелко-колотый — для быстрого приготовления коктейлей и напитков, поскольку тает быстрее, чем пальчиковый или кубиковый. Также куски льда неправильной формы придают напитку визуальный эстетический эффект.
Чешуйчатый лёд
Представляет собой небольшие ледяные чешуйки-пластинки с самой низкой температурой среди всех видов пищевого льда (от минус 6 до минус 12 °C). За счёт большой площади охлаждающей поверхности и низкой температуры обеспечивает продуктам очень быстрое охлаждение и поддержание низкой температуры в течение длительного времени. Применяется на рыбо- и мясоперерабатывающих предприятиях, в кондитерских цехах, для оформления витрин, подачи блюд.

## Способы изготовления

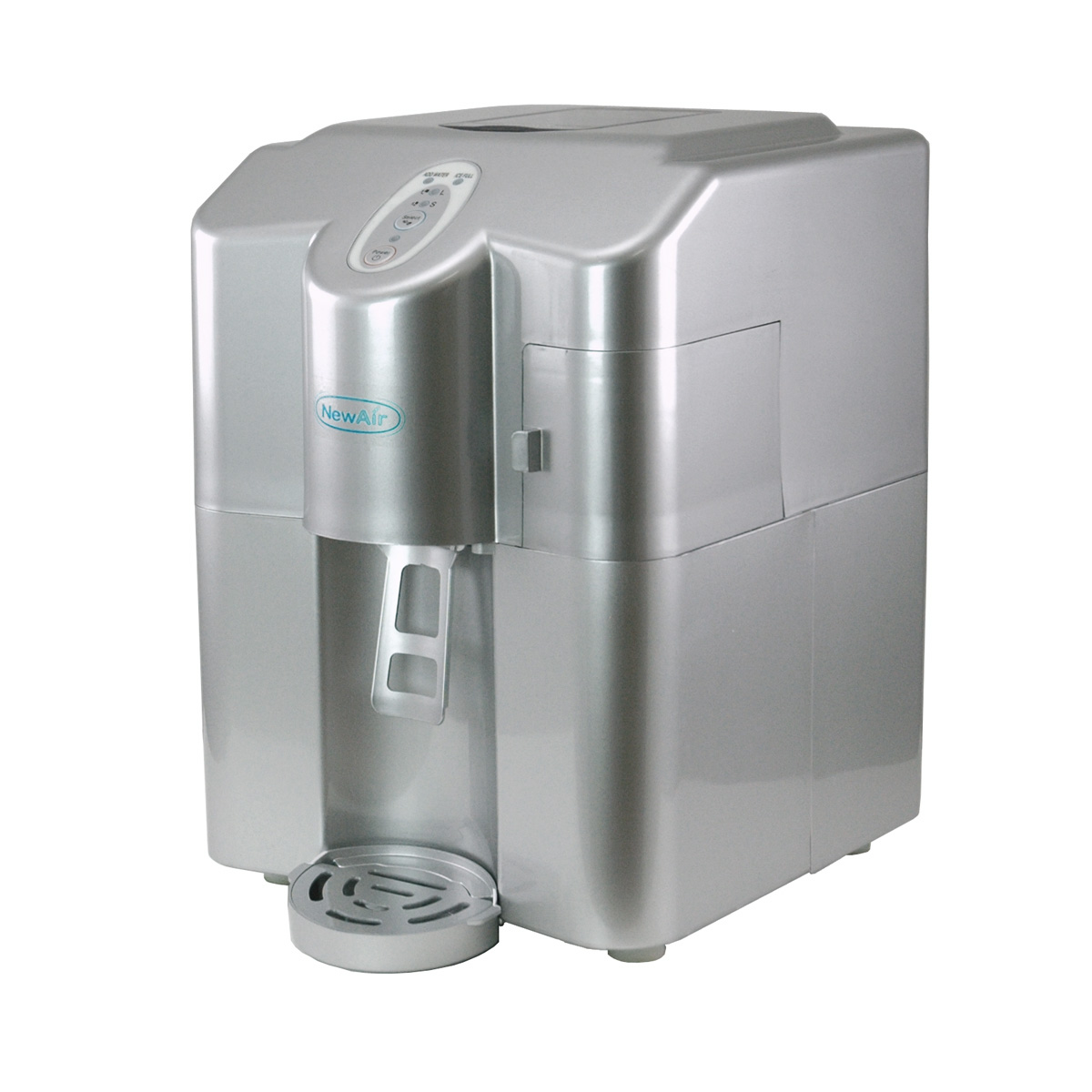
Автономный бытовой льдогенератор

Пищевой лёд изготовляется путём заморозки воды в специальных промышленных льдогенераторах. Для бытовых нужд используют бытовые льдогенераторы или формочки, помещаемые в морозильную камеру холодильника.
Большие промышленные льдогенераторы периодического действия могут производить до 75 тонн льда в день. В 2002 году в США действовало 426 коммерческих компаний по производству льда, общая стоимость поставок которых составила около 600 млн долларов США.

## История
Люди веками использовали лед для охлаждения и сохранения продуктов питания, сначала собирая природный лёд в различных формах, а затем и перейдя к производству искусственного льда. Кроме хранения продуктов питания лёд также использовался для оборудования мест для занятий зимними видами спорта.
Лед издавна ценился как средство охлаждения. В Иране уже в 400 году до нашей эры персидские инженеры освоили технику хранения льда летом посреди жаркой пустыни. Лед в больших количествах зимой привозили из ледяных луж или из близлежащих гор и хранили в специально сконструированных холодильниках с естественным охлаждением, называемых яхчал (что означает «хранилище льда»), сделанными из специального раствора, состоявшего из песка, глины, яичных белков, извести, козьей шерсти и золы.
В Англии XVI—XVII веков существовала процветающая промышленность: низменные районы вдоль устья Темзы зимой затоплялись, а лед собирали на тележках и в межсезонье хранили в изолированных деревянных домах в качестве запаса для ледника. Во многих европейских городах XVIII века летом не было ничего необычного в регулярной доставке хранившегося с зимы льда.

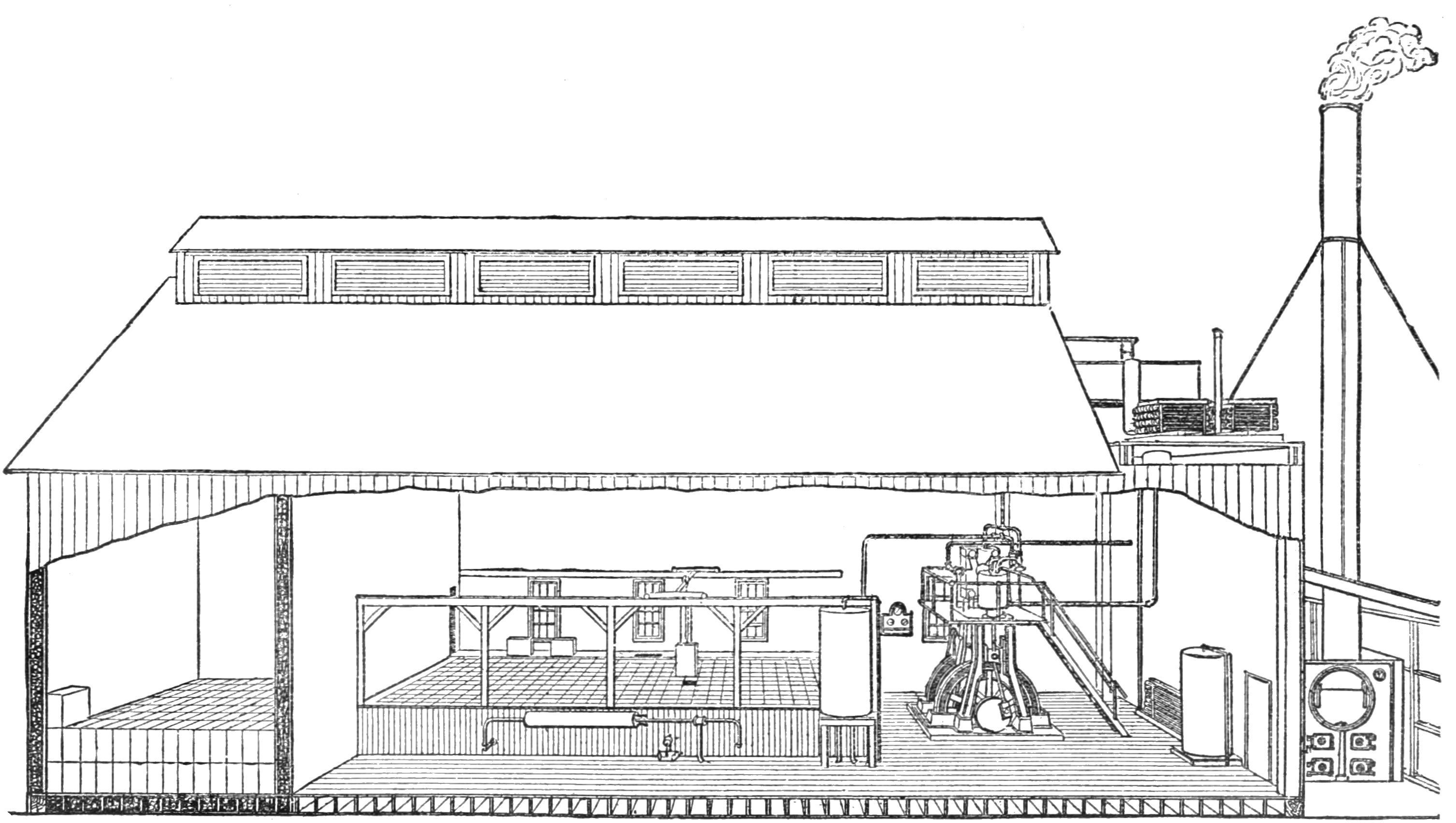
Устройство фабрики по производству льда конца XIX века.

Появление же технологии искусственного охлаждения сделало сбор, хранение доставку природного зимнего льда устаревшей.
Самый ранний известный из письменных источников процесс искусственного изготовления льда относится к трудам арабского историка Ибн Абу Усайбиа XIII века в его книге «Китаб Уюн аль-анба фи табакат-ал-атибба», посвященной медицине, в которой Ибн Абу Усайбиа приписывает этот процесс еще более раннему автору — Ибн Бахтавайхи, о котором ничего не известно.
В настоящее время лед производится в промышленных масштабах, используется для хранения и переработки пищевых продуктов, в химических производствах. Так же промышленно производится потребительский (пакетированный) лед.